# 2024年科羅拉多州修正案I
修正案I（英語：Amendment I），是美國科羅拉多州於2024年11月5日通過的一次公投，提案訴求法院審理一級謀殺罪刑事案件時，法院能有條件否決犯嫌保釋出獄機會。